# Michel Laurent (photojournaliste)
Pour les articles homonymes, voir Michel Laurent et Laurent.
Michel Laurent est un photojournaliste français, né le 22 juin 1946 à Vernon et mort le 27 avril 1975 sur la route de Bien Hoa (Vietnam), en plein reportage, à quelques kilomètres de Saïgon, trois jours avant la chute de la ville. Il avait 28 ans.

## Biographie
En 1972, il est lauréat du Prix Pulitzer de la photographie d'actualité avec Horst Faas, pour leur série Mort à Dacca. (le 17 décembre 1971, lendemain de la capitulation des troupes pakistanaises devant les troupes indiennes appuyées par des partisans bengalis, un grand rassemblement au stade de Dacca tourne au massacre).
Le 27 avril 1975, alors qu'il est en plein reportage pour l'agence Gamma, il est le 74e et dernier journaliste tué lors de la guerre du Vietnam qui s'achève.

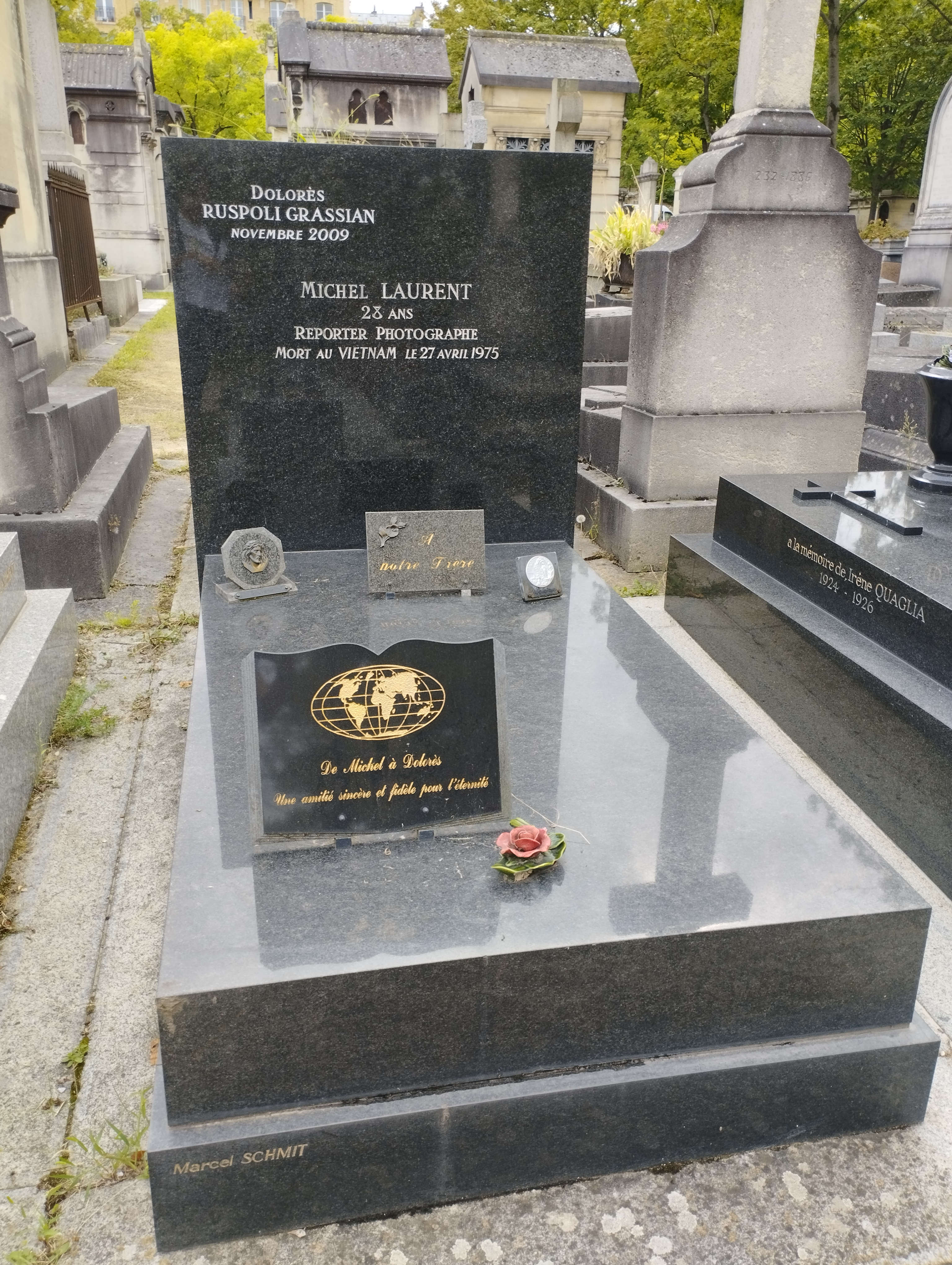
Tombe de Michel Laurent au cimetière du Montparnasse (division 10).

Il est inhumé au cimetière du Montparnasse (division 10).